# Talisia squarrosa
Talisia squarrosa är en kinesträdsväxtart som beskrevs av Ludwig Radlkofer. Talisia squarrosa ingår i släktet Talisia och familjen kinesträdsväxter. Inga underarter finns listade i Catalogue of Life.